# ماینی‌انویل
ماینی‌انویل (به انگلیسی: Minyanville) یک شرکت رسانه‌ای انتشارات مالی بر اساس اینترنت است. ماینی‌انویل در سال ۲۰۰۲ توسط تاد هریسون که یک مدیر و تاجر موفق و مدیر ارشد در وال استریت بود، شروع به کار کرد.